# 'Raok dilestra : Avant d'accoster
'Raok dilestra : Avant d'accoster, pubblicato anche con il titolo Before Landing, è un album di Alan Stivell, pubblicato dalla Fontana Records nel 1977. Si tratta di un concept album composto interamente da Alan Stivell, ripercorrendo le tappe della storia della Bretagna, in primo luogo, poi gli eventi vissuti dai bretoni del XX secolo, finendo, di fronte al futuro, da un "Free Brittany" scandito in tre lingue. Questo lavoro storico è una tappa che egli considera necessaria nel suo ciclo rivolto alla trasmissione, prima di volgersi verso il futuro.

## Tracce
Testi e musiche composte da Alan Stivell
Lato A
Hon Amser-Dremenet/Our Past (dedicated to Glenmor)
1. The Ancient Celts/Ar Gelted kozh – 4:20
2. The Bretons in Britain – 1:59
3. Britons exile to Armorica – 1:26
4. The Breton Kingdom/Rouantelezh Vreizh – 3:22
5. The Breton Duchy/Dugelezh Vreizh – 3:04
6. The Union Pact – 1:03
7. Revolts/Emsawadegou – 2:11
8. The French Revolution and the 19th Century – 2:26
9. 20th Century, Part One – 2:36
10. 20th Century, Part Two – 2:33

Lato B
Hon Amser-Vremañ/Our Present
1. To Ewan my Son/Da Ewan – 4:09
2. Dead for His People (To Yann Kel)/Marw ewide e fobl – 3:18
3. Forbidden Roots/Gwriziad Difennet – 4:08
4. Nine Bretons in Jail/Naw Breton 'ba' prizon – 5:01
5. New Middle Part/Tamm-kreiz new' – 1:34
6. Plinn-slogan – 3:12

LP "Raok Dilestra (Avant d'accoster)" pubblicato nel 1977 dall'etichetta Keltia Musique
Lato A
Tu a:Hon mmser-dremenet (Notre passé) (En enoir-dédié à-Glenmor)
1. Ar Gelted kozh (Les Anciens Celtes)
2. Ar Vritoned 'ba' Inis Breizh (Les Britons dans l'île de Bretagne)
3. Les Britons en Armorique (Ar Vritoned d'an Arvorig)
4. Rouantelezh Vreizh (Le Royaume de Bretagne)
5. Dugelezh Vreizh (Le Duché de Bretagne)
6. a) Le Traité d'union Franco-Breton (An Aloubidigezh Gant Bro-C'Hall) b) Emsawadegoù (Révoltes)
7. La Révolution Française et le 19e siècle (Dispac'h Bro-C'hall ag fin an naontegwed kantwed)
8. Première moitié du 20e Siècle (Lodenn gentañ an ugentwed kantwed)
9. Eil lodenn an ugentwed kantwed (Deuxième moitié du 20e siècle)

Lato B
Tu b: Hon Amser-vremañ (Notre présent)
1. Da Ewan (À Ewan)
2. Gwriziad Difennet (Racines interdites)
3. Marw ewid e fobl (Mort pour son peuple)
4. Naw Breton 'ba' prizon (Neuf Bretons en prison)
5. Tamm-kreiz new' (Nouveau Tamm-Kreiz)
6. Plinn (Slogan)

## Musicisti
- Alan Stivell - voce, arpa celtica, cornamuse, bombarda, flauti, tastiere
- Dan Ar Bras - chitarre, voce
- Padrig Kerre - mandola, dulcimer, fiddle
- Bagad Bleimor - bombarda, cornamuse, batteria
- Andrew Herve - tastiere
- Alain Hatot - sassofono tenore
- Adam Skeaping - violoncello
- Lyn Dobson - flauti, sitar, tablas, psaltery
- Richard Harvey - krommhorn, recorders
- Mikael Herve - basso
- Jean-Luc Danna - batteria
- Yann-Yakez Hassold - accompagnamento vocale
- Maria Popkiewicz - accompagnamento vocale
- Dave Swarbrick - fiddle (brani: B3 e B4)
- Clement Bailly - batteria (brani: B3 e B4)
- Dominique Luro - tastiere (brani: B3 e B4)
- Patrick Kiffer - basso (brani: B3 e B4)